# (1418) Fayeta
(1418) Fayeta est un astéroïde de la ceinture principale.

## Description
(1418) Fayeta est un astéroïde de la ceinture principale. Il fut découvert le 22 septembre 1903 à Heidelberg par Paul Götz. Il présente une orbite caractérisée par un demi-grand axe de 2,24 UA, une excentricité de 0,20 et une inclinaison de 7,2° par rapport à l'écliptique.

## Compléments